# Romanówka (powiat suwalski)
Romanówka – wieś w Polsce położona w województwie podlaskim, w powiecie suwalskim, w gminie Przerośl.
| SIMC    | Nazwa         | Rodzaj    |
| ------- | ------------- | --------- |
| 0766009 | Aksamitowizna | część wsi |

W latach 1975–1998 miejscowość należała administracyjnie do województwa suwalskiego.